# Scalloway
Scalloway  település a skóciai Shetland-szigetek Mainland nevű szigetén. 1708-ig Shetland székhelye volt; ezt a címet most a keleti parti Lerwick viseli. Közelében találhatók a Scalloway-szigetek.
Scalloway főként az 1600-ban épült vár romjairól nevezetes, amely a kikötő közelében épült. A II. világháború alatt ez volt a bázisa az emigráns norvég ellenállók egyik tengerészeti egységének. A településen halászati főiskola működik.
A háború után a Shetland–Orkney (Scalloway–Stromness) kompjárat egyik kikötője volt.

## Fordítás
- Ez a szócikk részben vagy egészben a Scalloway című angol Wikipédia-szócikk ezen változatának fordításán alapul.  Az eredeti cikk szerkesztőit annak laptörténete sorolja fel. Ez a jelzés csupán a megfogalmazás eredetét és a szerzői jogokat jelzi, nem szolgál a cikkben szereplő információk forrásmegjelöléseként.